# Legião de Bambas
O Grêmio Recreativo Escola de Samba Legião de Bambas é uma escola de samba da cidade de Manaus, no estado brasileiro do Amazonas

## História
A Legião de Bambas foi fundada em 2004 por moradores do bairro Alvorada I, que além de serem amigos eram apaixonados por samba. A escola mudou se para o bairro Colônia Terra Nova  em 2008 participando, assim, do seu primeiro desfile em 2009, quando trouxe como tema a cultura do bairro do Terra Nova. A escola foi campeã do Grupo B (terceira divisão) do Carnaval de Manaus em 2010, ao abordar um enredo sobre a preservação da Amazônia mas continua na mesma divisão para 2011, uma vez que o Carnaval de Manaus não possui critérios de ascensão e rebaixamento muito bem definidos.
Em 2012, foi vice-campeã do Grupo de Acesso C. Finalmente, em 2015 torna-se, com um enredo sobre a paz no trânsito, campeã do Acesso C. Em 2016 desfilou no Acesso B.

## Segmentos

### Presidentes
| Nome                        | Mandato        | Ref.  |
| --------------------------- | -------------- | ----- |
| Carlos Jorge Sozinho Fausto | ? - atualidade | [ 5 ] |

### Diretores
| Ano  | Diretor de Carnaval      | Diretor geral de harmonia | Mestre de bateria | Ref. |
| ---- | ------------------------ | ------------------------- | ----------------- | ---- |
| 2016 | Debora Monteiro da Costa | Tatiane Valente           | Johnson Lins      |      |
| 2017 | Debora Monteiro da Costa | Tatiane Valente           | Johnson Lins      |      |

Carnavalescos
| Ano  | Carnavalesco    |
| ---- | --------------- |
| 2014 | Chermo Adhikary |
| 2024 | Chermo Adhikary |

### Comissão de Frente
| Ano  | Nome            | Coreografo  |
| ---- | --------------- | ----------- |
| 2016 | Grupo Cara Cala | Suzy e Alex |
| 2016 | Grupo Cara Cala |             |

### Casal de Mestre-sala e Porta-bandeira
| Ano  | 1 casal                     | 2 casal.                         |
| ---- | --------------------------- | -------------------------------- |
| 2016 | Marcelo Serpa e Thaisa      | Layza Seixas e Leonardo Figueira |
| 2017 | Marcelo Serpa e Hanna Lopes | Thayssa Valente e Felipe Costa   |

### Rainhas de bateria
| Período | Rainha                         | Madrinha           | Ref. |
| ------- | ------------------------------ | ------------------ | ---- |
| 2016    | Ayla Fernanda                  |                    |      |
| 2017    | Wanderlucia dos Santos Moreira | Ana Cláudia Chaves |      |

## Carnavais
| Ano  | Colocação   | Grupo    | Enredo | Carnavalesco    | Intérprete | Ref   |
| ---- | ----------- | -------- | --- | --------------- | ---------- | ----- |
| 2011 | 3º lugar    | Acesso B | Gaôwa - A Fabulosa Jornada do Amazônida através das Eras - Um conto de Manôa                                      |                 |            |       |
| 2012 | Vice-campeã | Acesso C | Akayê - O Guerreiro                                                                                               |                 |            |       |
| 2014 | Vice-campeã | Acesso C | HEMOAM é sangue bom!                                                                                              | Chermo Adhikary |            |       |
| 2015 | Campeã      | Acesso C | Quero paz no trânsito                                                                                             |                 |            | [ 5 ] |
| 2016 | 6º lugar    | Acesso B | Bairro Santa Etelvina: um paraíso abençoado por Deus                                                              |                 |            |       |
| 2017 | Vice-campeã | Acesso C | UEA, parabéns para você, nossa debutante do saber                                                                 |                 |            |       |
| 2018 | Vice-campeã | Acesso C | Allan Bandeira: de um caboclo sonhador a um grande empreendedor, uma história de sucesso que o Amazonas consagrou |                 |            |       |
| 2019 | Campeã      | Acesso C | # ao guerreiro Joacy Castelo, o Jacaré, uma biografia consagrada, o Amigo de Fé                                   |                 |            |       |
| 2020 |             | Acesso B | Agnaldo do Samba, o sabiá da Amazônia                                                                             |                 |            |       |
| 2024 |             | Acesso B | Maes do Brasil:A Força,o Amor e a Magia que nós Conduzem.                                                         | Chermo Adhikary |            |       |